# آبجوی سفید

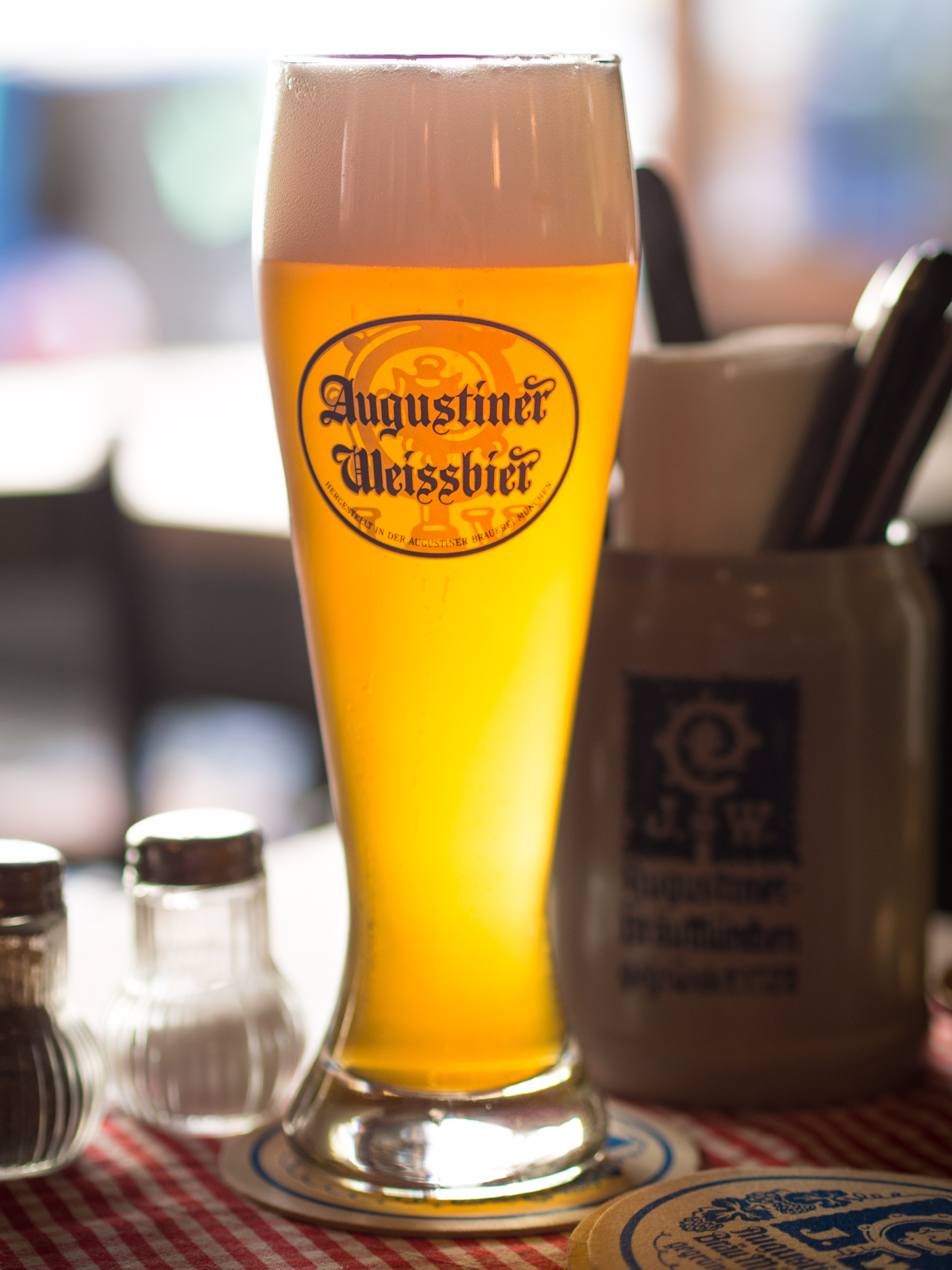
یک لیوان آبجوی سفید مونیخی از آبجوسازی آگوستینا

آبجو سفید یک گونه از آبجو است که در اصل تنها مربوط به کوتاهی مدت زمان تخمیر در آبجوی قرمز، آبجوی سیاه می‌شود. دلیل بکاربردن سفید برای نامگذاری این آبجو استفاده از گندم (همانند آبجوی گندم) و رنگ روشن آن (بویژه در بخش بالایی سطح آبجو) است که برخلاف آن بخش پایینی و زیرین مایع پس از ریختن در ظرف شیشه ای به همان رنگ آبجو معمولی درمیآید.

## گونه‌ها
- آبجوی سفید بایرنی
- آبجوی سفید برلینی
- آبجوی سفید گرتسا
- آبجوی سفید مخمردار
- آبجوی سفید یلتس (ویژه)

در کنار این گونه‌ها نیز آبجوی سفیدی به صورت روشن یا تیره و بدون الکل نیز وجود دارد.